# Square du Périgord
Le square du Périgord est une voie du 20e arrondissement de Paris, en France.

## Situation et accès

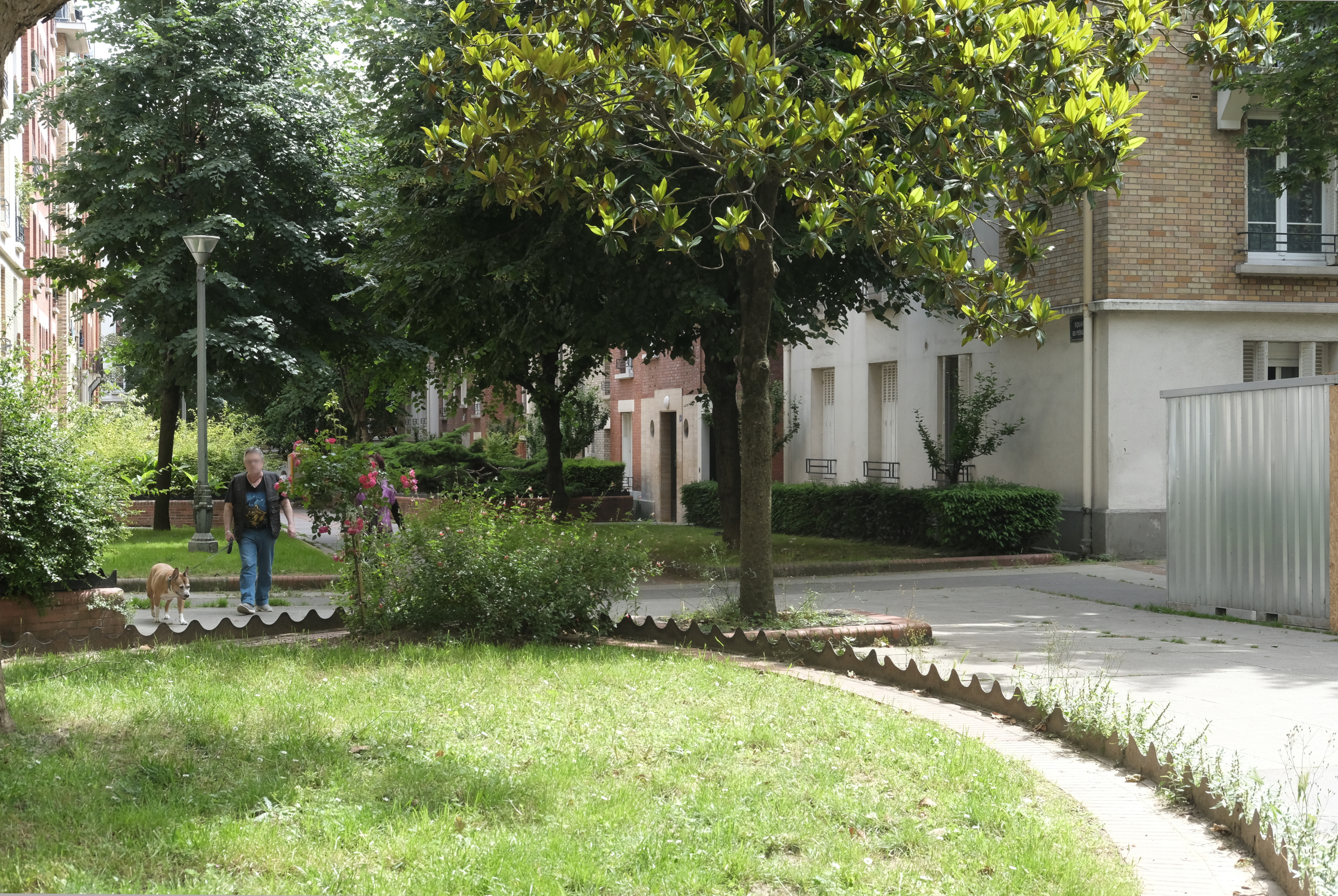
Le square du Périgord en 2024.

Le square du Périgord est une voie située dans le 20e arrondissement de Paris. Il débute au 7, square de la Gascogne et se termine au 4, square de la Guyenne.

## Origine du nom
Le square porte le nom de l'ancienne province française du Périgord.

## Historique
La voie a été ouverte et a pris sa dénomination actuelle en 1932 sur l'emplacement du bastion no 12 de l'enceinte de Thiers.